# Bistensee, Ahlefeld-Bistensee
Bistensee är en ortsteil i kommunen Ahlefeld-Bistensee i Kreis Rendsburg-Eckernförde i förbundslandet Schleswig-Holstein i Tyskland. Bistensee var en kommun fram till den 1 mars 2008 när den uppgick i Ahlefeld-Bistensee. Bistensee hade 276 invånare 2007.